# Distretto di Yenişehir (Mersin)

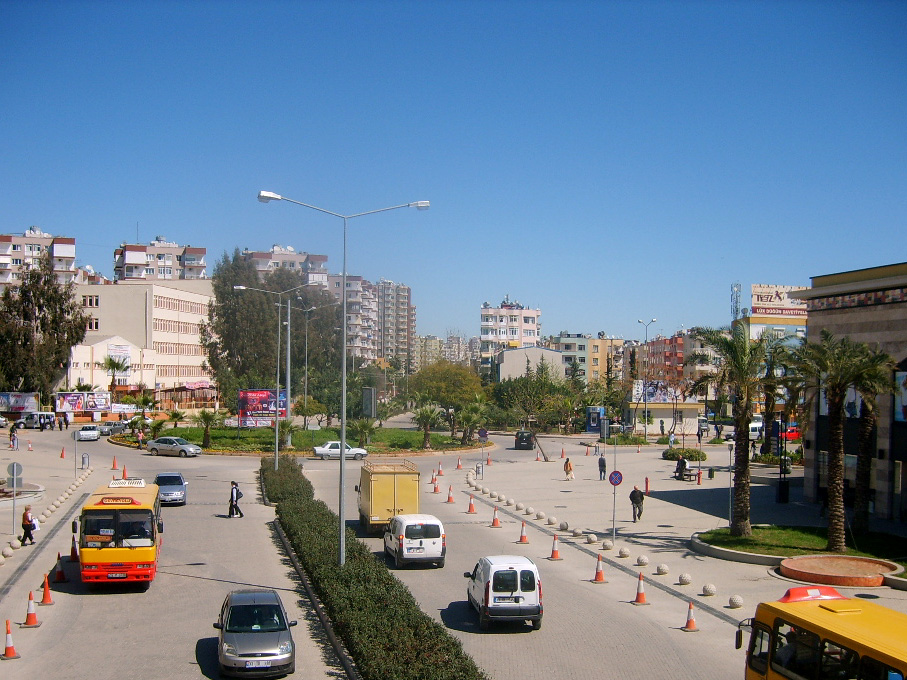
Yenişehir, city center

Il distretto di Yenişehir (in turco Yenişehir ilçesi) è uno dei distretti della provincia di Mersin, in Turchia. Fa parte del comune metropolitano di Mersin.